# Rafael Celedón
Rafael Andrés Celedón Salazar (Santiago, Chile, 10 de septiembre de 1979) es un entrenador y exfutbolista chileno. Jugaba de mediocampista y su último club fue San Marcos de Arica. Actualmente dirige a Santiago City de la Segunda División Profesional de Chile. 

## Trayectoria

### Como jugador
Surgido del Deportivo San Joaquín de la comuna de Renca , tuvo pasos por distintos clubes del fútbol chileno, como Deportes Melipilla, Deportes Puerto Montt, Cobreloa, Coquimbo Unido, Unión San Felipe, Ñublense, Santiago Wanderers y San Luis de Quillota.
Para el Apertura 2009, es confirmado como nuevo refuerzo de Municipal Iquique.  Luego de dicho torneo, en el segundo semestre del año se convirtió en jugador de San Marcos de Arica, club rival de los iquiqueños. En Arica se consagró campeón de la Primera B de Chile en 2012, consiguiendo a su vez, el ascenso a Primera División de Chile. Se retiró el 14 de noviembre de ese mismo año, durante el partido contra Cobreloa por los octavos de final de la Copa Chile.   

### Post-retiro
Tras retirarse del fútbol, fue gerente técnico de San Marcos de Arica, donde renunció por diferencias con el presidente del club, Carlos Ferry.  Posterior a eso, formó parte del fútbol formativo de Cobreloa. 
Para la temporada 2020, se suma al cuerpo técnico de Germán Corengia en Coquimbo Unido. Tras el despido del DT argentino, Celedón ejerció como interino en la derrota por 1-4 contra la Universidad Católica.  
Luego de su interinato, en 2021 se integró alas divisiones inferiores del club. Con las juveniles piratas consiguió ascender a la Primera División del Fútbol Formativo, además de llegar a la final del Clausura 2023 en la categoría sub-15.  
En 2025, se transforma en nuevo director técnico de Santiago City. 

## Clubes

### Como jugador
| Club                  | País  | Año       |
| --------------------- | ----- | --------- |
| Deportes Melipilla    | Chile | 1999      |
| Deportes Puerto Montt | Chile | 2000      |
| Cobreloa              | Chile | 2001-2002 |
| Coquimbo Unido        | Chile | 2003      |
| Unión San Felipe      | Chile | 2004      |
| Ñublense              | Chile | 2005      |
| Unión San Felipe      | Chile | 2005      |
| Santiago Wanderers    | Chile | 2006      |
| San Luis de Quillota  | Chile | 2006-2007 |
| Cobreloa              | Chile | 2008      |
| Municipal Iquique     | Chile | 2009      |
| San Marcos de Arica   | Chile | 2009-2012 |

### Como entrenador
| Club                      | País  | Año   |
| ------------------------- | ----- | ----- |
| Coquimbo Unido (interino) | Chile | 2020  |
| Santiago City             | Chile | 2025- |

## Palmarés

### Campeonatos nacionales
| Título    | Club                | País  | Año  |
| --------- | ------------------- | ----- | ---- |
| Primera B | San Marcos de Arica | Chile | 2012 |